# Ustawa o ochronie osób i mienia
Ustawa z dnia 22 sierpnia 1997 r. o ochronie osób i mienia – polska ustawa uchwalona przez Sejm, regulująca kwestie prawne związane z ochroną osób i mienia.
Ustawa określa:
- obszary, obiekty oraz urządzenia podlegające obowiązkowej ochronie
- zasady tworzenia i działania wewnętrznych służb ochrony
- zasady prowadzenia działalności gospodarczej w zakresie ochrony osób
 i mienia
- kwalifikacje i uprawnienia pracowników ochrony
- zasady nadzoru nad systemem ochrony osób i mienia
- zasady ochrony transportowanej broni, amunicji, materiałów wybuchowych, uzbrojenia, urządzeń i sprzętu wojskowego.

## Nowelizacje
Ustawę znowelizowano wielokrotnie. Ostatnia zmiana weszła w życie w 2025 roku.